# Pellenes tocharistanus
Pellenes tocharistanus es una especie de araña saltarina del género Pellenes, familia Salticidae. Fue descrita científicamente por Andreeva en 1976.
Habita en Tayikistán, Turkmenistán y Uzbekistán.